# Kimi no Tame ni Dekiru Koto
Kimi no Tame ni Dekiru è un singolo del cantante rock giapponese Gackt, pubblicato il 14 marzo 2001.

## Tracce
1. Kimi no Tame ni Dekiru Koto (君のためにできること) – 4:19
2. Cube – 5:14
3. Kimi no Tame ni Dekiru Koto (Instrumental) – 4:10